# Tadeusz Buynowski
Tadeusz Maria Buynowski (ur. 13 kwietnia 1895 w Pilźnie, zm. 23 listopada 1943 w Kairze) – polski urzędnik służby zagranicznej w stopniu radcy, podoficer kawalerii Legionów Polskich, oficer kawalerii Wojska Polskiego.

## Życiorys
Tadeusz Maria Buynowski urodził się 13 kwietnia 1895 roku w Pilźnie, ówczesnym mieście powiatowym Królestwa Galicji i Lodomerii. 28 sierpnia 1914 roku wstąpił do Legionów Polskich. Służył w stopniu wachmistrza w IV szwadronie 2 pułku ułanów. 26 lutego 1917 roku został superarbitrowany z orzeczoną 40% utratą możliwości wykonywania zawodu . Absolwent szkoły dla oficerów artylerii. Mianowany podporucznikiem ze starszeństwem z dniem 1 lipca 1925 roku w korpusie oficerów rezerwy kawalerii. W 1934 roku pozostawał w ewidencji Powiatowej Komendy Uzupełnień Warszawa Miasto III. Posiadał przydział do Oficerskiej Kadry Okręgowej Nr I. Był wówczas „reklamowany na 12 miesięcy”.

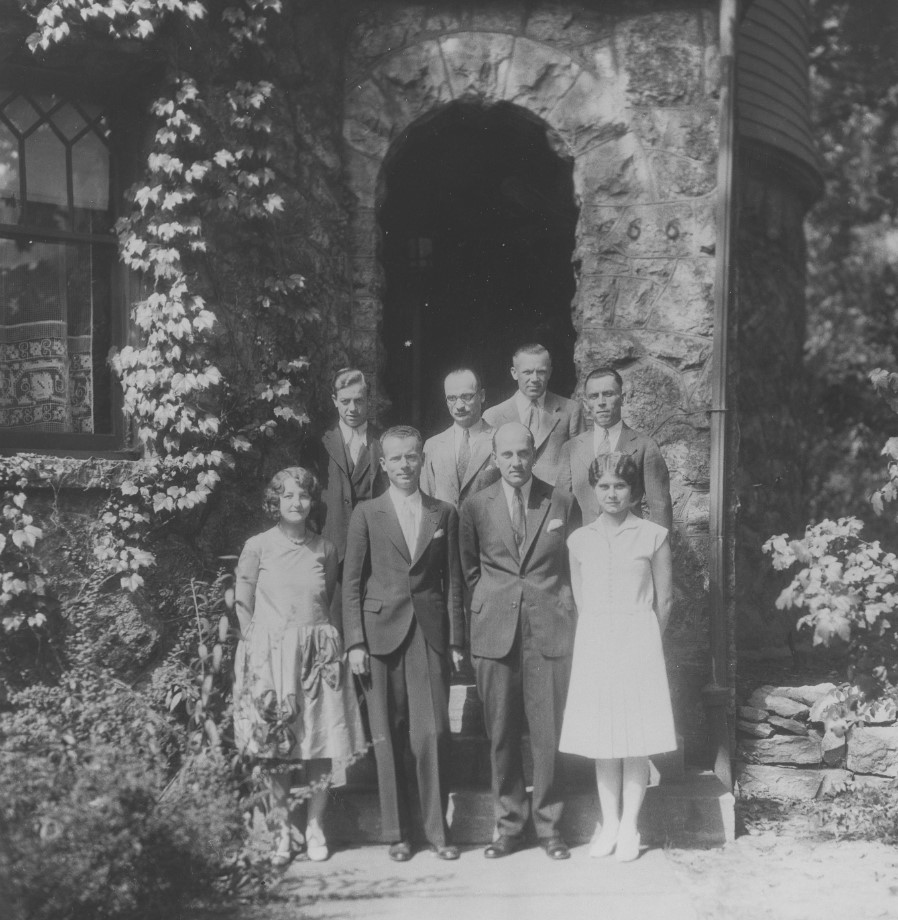
Personel Konsulatu RP w Buffalo (1929–1931) konsul Tadeusz Marynowski (w pierwszym rzędzie z lewej) i wicekonsul Tadeusz Buynowski (w pierwszym rzędzie z prawej)

Od 1 kwietnia 1919 roku, jako pracownik kontraktowy był sekretarzem w Konsulacie Generalnym w Berlinie. 1 kwietnia 1920 roku otrzymał VIII stopień służbowy. 1 marca 1921 roku został sekretarzem w Konsulacie RP w Kolonii. 1 lipca 1924 roku został mianowany tytularnym wicekonsulem. Od 1 sierpnia 1927 roku pełnił służbę w Konsulacie RP w Buffalo. Początkowo jako sekretarz I klasy, od 1 lipca 1928 roku tytularny wicekonsul, a od 1 kwietnia 1929 roku wicekonsul I klasy. Od 1 lutego 1932 roku był wicekonsulem w Konsulacie Generalnym w Chicago. 1 września 1933 roku rozpoczął służbę w Departamencie Konsularnym Ministerstwa Spraw Zagranicznych na stanowisku referenta. 1 sierpnia 1934 roku został mianowany radcą. 1 maja 1935 roku objął obowiązki konsula w Konsulacie RP w Dyneburgu. 28 lutego 1938 roku powrócił do Departamentu Konsularnego MSZ na stanowisko radcy w Wydziale Polaków Zagranicą (E II). W tym samym roku objął funkcję konsula RP w Czerniowcach. W latach 1939–1940 był konsulem w Suczawie.
W 1941 roku, w stopniu podporucznika był przydzielony do brytyjskiego Naczelnego Dowództwa na Środkowym Wschodzie. Awansowany do porucznika, zmarł 23 listopada 1943 roku w Kairze. Pochowany na brytyjskim cmentarzu wojennym Heliopolis.

## Ordery i odznaczenia
- Krzyż Niepodległości (23 grudnia 1933)[4]
- Złoty Krzyż Zasługi[5]
- Srebrny Krzyż Zasługi (9 listopada 1932)[6]
- Medal Dziesięciolecia Odzyskanej Niepodległości[5]
- Srebrny Medal za Długoletnią Służbę[5]
- Brązowy Medal za Długoletnią Służbę[5]